# Sorsogon
Sorsogon is een provincie van de Filipijnen in het uiterste zuidoosten van het eiland Luzon. De provincie maakt deel uit van regio V (Bicol Region). De hoofdstad van de provincie is de enige stad Sorsogon City. Bij de census van 2015 telde de provincie bijna 793 duizend inwoners.

## Geografie

### Bestuurlijke indeling
Sorsogon bestaat uit 1 stad en 14 gemeenten.

#### Stad
- Sorsogon City

#### Gemeenten
| - Barcelona - Bulan - Bulusan - Casiguran - Castilla - Donsol - Gubat | - Irosin - Juban - Magallanes - Matnog - Pilar - Prieto Diaz - Santa Magdalena |

Deze stad en gemeenten zijn weer verder onderverdeeld in 541 barangays.

## Demografie
Sorsogon had bij de census van 2015 een inwoneraantal van 792.949 mensen. Dit waren 52.206 mensen (7,0%) meer dan bij de vorige census van 2010. Ten opzichte van de census van 2000 was het aantal inwoners gegroeid met 142.414 mensen (21,9%). De gemiddelde jaarlijkse groei in die periode kwam daarmee uit op 1,31%, hetgeen lager was dan het landelijk jaarlijks gemiddelde over deze periode (1,72%).

De bevolkingsdichtheid van Sorsogon was ten tijde van de laatste census, met 792.949 inwoners op 2119,01 km², 374,2 mensen per km².

## Economie
Sorsogon is een relatief arme provincie. Uit cijfers van het National Statistical Coordination Board (NSCB) uit het jaar 2003 blijkt dat 43,5% (12.452 mensen) onder de armoedegrens leefde. In het jaar 2000 was dit nog 51,4%. Daarmee staat Sorsogon 29e op de lijst van provincies met de meeste mensen onder de armoedegrens. Van alle 79 provincies staat Sorsogon 42e op de lijst van provincies met de ergste armoede..